# Hans Engl
Hans Engl (* 12. Oktober 1944 in Waakirchen) ist ein deutscher Alpinist und Höhenbergsteiger.

## Leben
Engl bestieg als Teilnehmer einer Expedition von Karl Herrligkoffer am 14. Oktober 1978 als erster Deutscher und dritter Bergsteiger nach Habeler und Messner den Mount Everest ohne Flaschen-Sauerstoff.
Im August des Jahres 1979 bestieg Engl den Denali in Alaska. 
Im Sommer 1982 folgte Engl der Einladung von Pierre Mazeaud und bestieg den Nanga Parbat. Hans Engl gelangte als einziger Teilnehmer der französischen Expedition im Alleingang am 14. Juli 1982 auf den Gipfel.
1984 folgte der in China gelegene Minya Konka zusammen mit Gerhard Schmatz. 1988 bestieg er mit Schmatz und zwei weiteren Expeditionsteilnehmern den in Tibet gelegenen Cho Oyu im sogenannten Alpinstil.
Im Februar 1992 bestieg Engl in einer Woche zweimal hintereinander mit verschiedenen Seilpartnern die 4.897 Meter hohe Carstensz-Pyramide in Neuguinea. 
Des Weiteren war Engl an zwei Expeditionen nach Südgeorgien beteiligt. Die Anreise der beiden Expeditionen erfolgte beide Male mit einem Segelboot von Ushuaia aus. Trotz mehrerer alpiner Erfolge konnte die erste der beiden Expeditionen 1991 nicht den Gipfel des Mount Paget erreichen. Stattdessen gelang die Erstbesteigung des 1.238 Meter hohen Mount Normann. Erst bei der zweiten Expedition erreichten sie am 26. Januar 1995 den Mount Paget, mit 2934 Metern der höchste Berg Südgeorgiens, als vierte Expedition überhaupt.
1999 war Hans Engl wie bei den beiden Südgeorgien-Expeditionen und der Neuseeland-Expedition mit Gerhard Schmatz unterwegs. Von Ushuaia aus segelten sie in Richtung Antarktis. Am 29. Januar 1999 erreichen sie den Gipfel des Mount Scott.
Der gelernte Zimmermann und ausgebildete Bergführer lebt in Waakirchen im Landkreis Miesbach.